# Census-designated place
Census-designated place (CDP), miejscowość spisowa – termin wprowadzony przez amerykańskie Biuro Spisu Ludności i używany tylko dla celów statystyki, zwłaszcza przy spisach powszechnych. 
Miejscowości spisowe to skupiska ludności bez władz gminnych, miejskich i wiejskich, lecz poza tym nieróżniące się od tych ze statusem gminy, miasta, lub wsi. Mają własne nazwy, lecz pod względem prawnym nie są włączone w system podziału terytorialnego stanów, na terenie których leżą.